# Маркштайн, Хайнц
Хайнц Ма́ркштайн (нем. Heinz Markstein; 9 апреля 1924, Вена — 22 июня 2008, Вена) — австрийский журналист и писатель
.

## Биография
Хайнц Маркштайн родился в семье ассимилировавшихся евреев. Его отец и дядя были заключены в концентрационный лагерь Бухенвальд за свои социалистские убеждения. После их освобождения семья в марте 1939 года эмигрировала в Боливию. В Ла-Пасе и Буэнос-Айресе Маркштайн стал одним из лидеров Движения за свободную Австрию. В 1945 году Маркштайны переехали в Чили. В 1951 году в одиночку Хайнц Маркштайн в одиночку вернулся в Вену, работал внештатным журналистом на венском радио и редактором в официальном печатном органе Коммунистической партии Австрии Volksstimme. В 1961—1963 годах работал зарубежным корреспондентом в Праге. Вышел из рядов КПА и за это был уволен с работы в газете. С 1970 года занимался литературной и журналистской деятельностью, писал репортажи и комментарии для журналов, книги для детей, исторические романы, записывал документальные передачи на радио, радиоспектакли и детские программы на телевидении.
Маркштайн был женат на славистке и переводчице Элизабет Маркштайн, дочери председателя Коммунистической партии Австрии Иоганна Копленига.

## Сочинения
- Also gut, sagte Anna. Verlag Jugend und Volk. Wien, München 1973 ISBN 3-7141-1255-3
- Salud, Pampa mia. Verlag Jungbrunnen. Wien, München 1978 ISBN 3-7026-5570-0
- Heißer Boden Mittelamerika. Verlag Jugend und Volk. Wien, München 1980 ISBN 3-7141-1512-9
- Der sanfte Konquistador — die Geschichte des Thaddäus Xaverius Peregrinus Haenke. Verlag Freies Geistesleben. Stuttgart 1991 ISBN 3-7725-1118-X
- Der zweite Moses. Leben und Wirken des Moses ben Maimon, auch Maimonides genannt. Edition Splitter. Wien 1995 ISBN 3-901190-17-1
- Jenseits von 2002. Lokalaugenschein im Nachmorgen. Löcker. Wien 2000 ISBN 3-85409-327-6